# Giro di Lombardia 1996
La Giro di Lombardia 1996, novantesima edizione della corsa e valida come decimo evento della Coppa del mondo di ciclismo su strada 1996, fu disputata il 19 ottobre 1996, per un percorso totale di 250 km. Fu vinta dall'italiano Andrea Tafi, al traguardo con il tempo di 5h51'46" alla media di 42,642 km/h.
Partenza a Varese con 176 ciclisti di cui 48 portarono a termine il percorso.

## Ordine d'arrivo (Top 10)
| Pos. | Corridore        | Squadra       | Tempo    |
| ---- | ---------------- | ------------- | -------- |
| 1    | Andrea Tafi      | Mapei-GB      | 5h51'46" |
| 2    | Fabian Jeker     | Festina-Lotus | a 2'19"  |
| 3    | Axel Merckx      | Motorola      | a 2'22"  |
| 4    | Daniele Nardello | Mapei-GB      | a 2'29"  |
| 5    | Davide Rebellin  | Team Polti    | s.t.     |
| 6    | Gianni Bugno     | MG Maglificio | a 3'03"  |
| 7    | Richard Virenque | Festina-Lotus | s.t.     |
| 8    | Mauro Gianetti   | Team Polti    | s.t.     |
| 9    | Laurent Jalabert | ONCE          | s.t.     |
| 10   | Andrea Peron     | Motorola      | s.t.     |